# Capoeira Brasil
 (janvier 2015).
Si vous disposez d'ouvrages ou d'articles de référence ou si vous connaissez des sites web de qualité traitant du thème abordé ici, merci de compléter l'article en donnant les références utiles à sa vérifiabilité et en les liant à la section « Notes et références ».
Capoeira Brasil est un groupe de capoeira brésilien. La capoeira est un art martial afro-brésilien qui aurait ses racines dans les méthodes de combat et les danses des peuples africains du temps de l'esclavage au Brésil.

## Historique
Le groupe fut fondé le 14 janvier 1989 (année de commémoration des 100 ans d'abolition de l'esclavage au Brésil) à Niteroi par trois maîtres originaires du groupe Senzala (grand groupe ayant révolutionné la capoeira dans les années 70) ayant choisi de ne pas suivre Mestre Camisa :
- Mestre Boneco (De Barrà, État de Rio) enseigne à Los Angeles, Californie ;
- Mestre Paulão (De Fortaleza, État du Ceará) enseigne dans différentes villes des Pays-Bas et supervise le groupe en Europe ;
- Mestre Paulinho Sabià (De Niteroi, État de Rio de Janeiro) supervise les travaux du groupe dans le monde, il enseigne dans la banlieue de Rio de Janeiro (Niteroi) où se trouve son académie.

## Objectifs
L'objectif du groupe est de promouvoir et sauvegarder la culture de la capoeira pour une meilleure compréhension sociale et culturelle du Brésil.
Les quelques maîtres, ainsi que les professeurs et instructeurs formés au sein du groupe enseignant la capoeira tant au Brésil que dans de nombreux autres pays autour du monde, ont pour mission de contribuer à l'enrichissement culturel et physique de leurs élèves en leur transmettant la philosophie et l'apport de leur propre expérience personnelle.
Le groupe se donne comme mot d'ordre de former des professionnels au niveau technique indiscutable, disposant des ressources pédagogiques nécessaires pour dispenser l'art de la capoeira aux individus de tous les âges. La graduation instaurée au sein du groupe est basé sur la force des couleurs, de la plus claire à la plus sombre. La corde noire, la plus élevée ("formado" ou maître) rend hommage à Zumbi Dos Palmares et aux esclaves, personnages fondamentaux de l'histoire de la capoeira.